# Uromyces dactyloctenii
Uromyces dactyloctenii är en svampart som beskrevs av Wakef. & Hansf. 1949. Uromyces dactyloctenii ingår i släktet Uromyces och familjen Pucciniaceae.   Inga underarter finns listade i Catalogue of Life.